# Multiplankamera
Multiplankamera (uttal: [multi'plɑ:nkɑ:mera]), även flerplanskamera, är en kamera för produktion av animerad film. Här ligger under fotograferingen bakgrunds- och förgrundsteckningar på olika plan och åtskilda i djupled från planet med cellerna med de tecknade figurerna.

## Teknik
Med hjälp av en multiplankamera kan man ge effekten av kameraåkningar, inklusive med realistiska förändringar av perspektivet. Dessa effekter beskrivs ibland som parallaxskrollning.
Under fotograferandet med multiplankamera är olika delar av cellmålningarna genomskinliga, så andra lager kan ses bakom dem. Rörelserna beräknas och avfotograferas ruta för ruta. Resultatet skapar en djupillusion, eftersom olika lager flyttas olika mycket mellan varje avfotografering;  ju längre bort från kameran, desto långsammare.
De olika lagren av cellmålningar ligger under fotograferandet på olika glasskivor. De olika planen är också individuellt upplysta, för att förstärka djupeffekten.
Upp till fem olika lager användes under 1900-talet hos Walt Disney och andra animationsstudior. De två främst nyttjades för de rörliga delarna i animationen, medan de två bakom användes till bakgrunderna. Lagret längst bak användes till himlen.